# Forlanini F.6
Le Forlanini F.6 est le dernier dirigeable militaire italien semi-rigide construit par la jeune entreprise Forlanini - Leonardo da Vinci'. Le F.6 effectuera une seule mission en 1918.

## Histoire
Vu le succès et la publicité retentissante liée à l'exploit lié à son premier dirigeable, le Forlanini F1 (Leonardo da Vinci), qu'il a étudié et construit sur ses fonds propres, Enrico Forlanini entreprend sans attendre la réalisation d'un projet plus ambitieux, le Forlanini F.2 (Città di Milano). Des fonds sont levés à travers une souscription nationale, comme l'avait fait son concurrent allemand Ferdinand von Zeppelin. Les principaux donateurs sont la ville de Milan, la Fondation Cariplo et l'armée italienne. Forlanini reçoit une commande du Gouvernement britannique pour trois appareils d'un nouveau modèle, le Forlanini F.3 (Città di Milano 2). Quasiment en même temps que l'usine de Milan enregistrait la commande britannique, le Gouvernement du Roi d'Italie passait aussi une commande de trois appareils différents, les Forlanini F.4, F.5 et F.6.
Les trois appareils italiens furent utilisés, tout comme le F.3 britannique, lors de la Première Guerre mondiale par le Regio Esercito et la Regia Marina,.

## Caractéristiques
Les dirigeables F.6 font partie de la classe M des dirigeables italiens, la classe la plus courante utilisée pendant la Première Guerre mondiale par le Regio Esercito, l'armée royale italienne.
Le F.6 est assez similaire au F.4 avec un ballon de 15 000 m3 d'hydrogène propulsé par quatre moteurs Isotta Fraschini type IV-B développant 180 ch. Ce dirigeable n'effectuera qu'une seule mission durant la Première Guerre mondiale et fut retiré dès la fin du conflit.